# Wiktor Modzolewski
Wiktor Igoriewicz Modzolewski (ros. Виктор Игоревич Модзолевский, ur. 13 kwietnia 1943 w Aktobe, zm. 20 listopada 2011 w Borszczewoje k. Wieniowa) – radziecki szpadzista, dwukrotny medalista olimpijski i trzykrotny medalista mistrzostw świata.

## Życiorys
Urodził się w Kazachstanie, do którego uciekli jego rodzice z Woroneża podczas II wojny światowej. Wrócili do rodzinnej miejscowości, gdy Modzolewski miał mniej niż rok. Zaczął uprawiać szermierkę w 1958 roku. Był mistrzem ZSRR w drużynie w latach 1967–1978.
Na igrzyskach olimpijskich w Meksyku w 1968 roku wspólnie z Hryhorijem Krissem, Josypem Witebśkym, Aleksiejem Nikanczikowem i Jurijem Smolakowem zdobył drużynowo srebrny medal. W rywalizacji indywidualnej był czwarty, przegrywając walkę o podium z Włochem Gianluigim Saccaro. Na rozgrywanych cztery lata później igrzyskach olimpijskich w Monachium reprezentacja ZSRR w składzie: Wiktor Modzolewski, Siergiej Paramonow, Igor Waletow, Gieorgij Zażycki i Hryhorij Kriss zdobyła w zawodach drużynowych brązowy medal. Indywidualnie nie startował. Brał też udział w igrzyskach olimpijskich w Montrealu w 1976 roku, zajmując piąte miejsce w turnieju drużynowym.
Podczas mistrzostw świata w Montrealu w 1967 roku wspólnie z Aleksiejem Nikanczikowem, Hryhorijem Krissem, Guramem Kostawą i Josypem Witebśkym zwyciężył w zawodach drużynowych. W tej samej konkurencji zdobył również srebrny medal na mistrzostwach świata w Wiedniu (1971) oraz brązowy na mistrzostwach świata w Göteborgu (1971).
Zdobył łącznie kilkanaście medali w drużynie radzieckiej na arenie międzynarodowej. W latach 1979–1982 pracował jako trener radzieckiej drużyny szpadzistów, a następnie został trenerem młodzieżowej drużyny szpadzistów w CSKA Moskwa i młodzieżowej reprezentacji Rosji.
W 2007 roku zdobył brązowy medal w szpadzie na mistrzostwach świata seniorów.
Zginął w wypadku samochodowym w trakcie powrotu z Moskwy, gdzie startował w Pucharze Rosji seniorów, do rodzinnego Woroneża. Zatrzymał się na kawę w miejscowości Borszczewoje, a gdy wracał na drogę magistralną M4 w jego samochód uderzyła ciężarówka nadjeżdżająca z przeciwnej strony. Modzolewski wyleciał z auta i uderzył głową w asfalt. Zginął na miejscu, miał 68 lat.

## Osiągnięcia
Konkurencja: szpada
Igrzyska olimpijskie
- drużynowo (1968)
- drużynowo (1972)

Mistrzostwa świata
- drużynowo (1967)
- drużynowo (1971)
- drużynowo (1973)

Puchar Europy
- drużynowo (1971, 1972, 1973)